# Itabashi

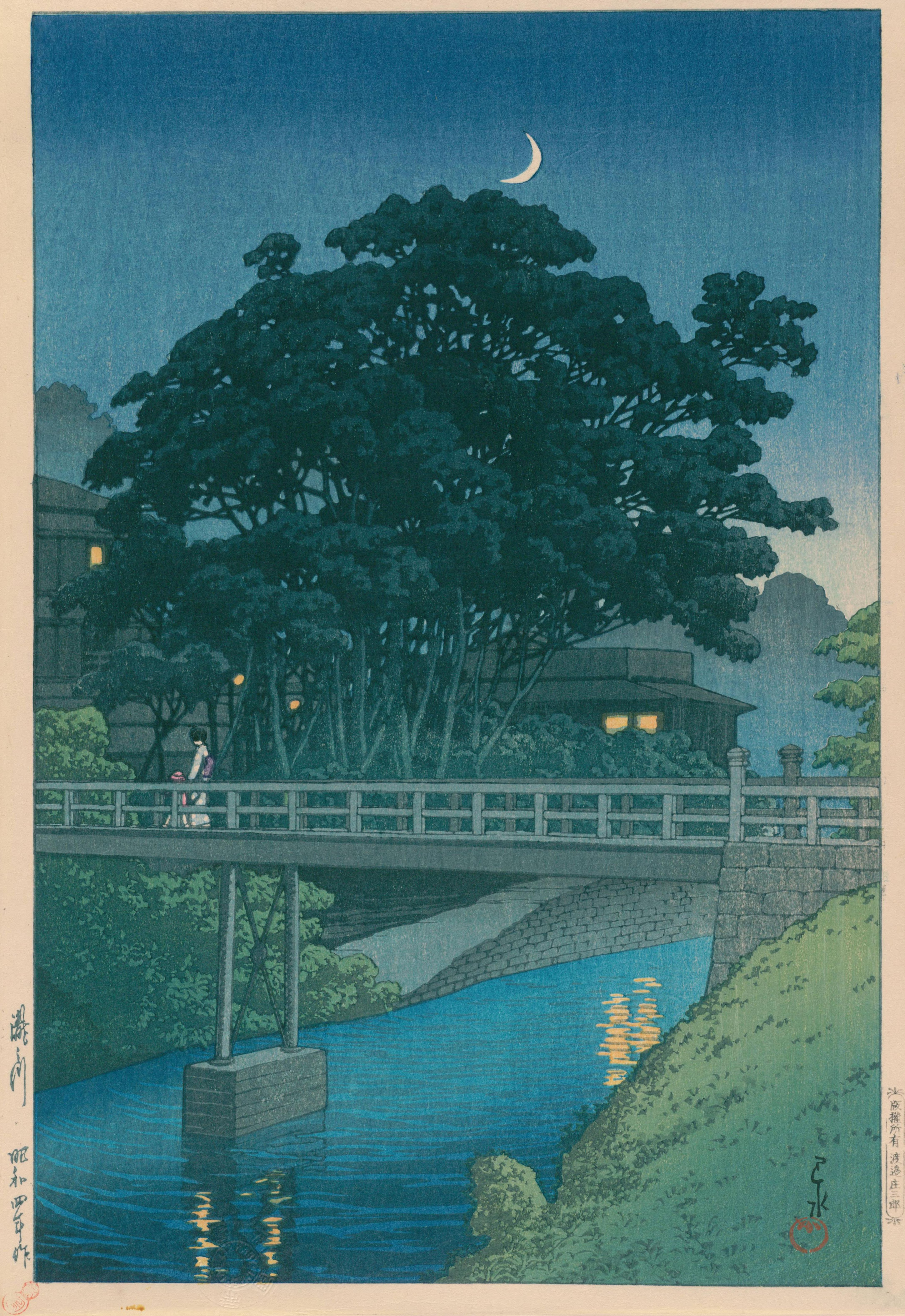
El pont de taulons sobre el Shakujii o Itabashi al període Edo

Itabashi (板橋区, Itabashi-ku) és un municipi i districte especial de Tòquio, a la regió de Kantō, Japó. El nom d'aquest districte significa «pont de taulons» i deriva d'un pont de fusta que salvava el riu Shakujii durant el període Heian. Itabashi també és coneguda com a "ciutat d'Itabashi" (Itabashi city) en anglés.

## Geografia
El districte especials d'Itabashi es troba localitzat a la part nord-oriental de Tòquio. Geogràficament, Itabashi es troba localitzat sobre l'altiplà de Musashino. Per Itabashi flueixen parcialment els rius Ara, Shirako, Shingashi i Shakujii, aquest últim és per on passa el pont que dona nom al districte. El terme d'Itabashi limita amb els de Wakō i Toda (a la prefectura de Saitama) al nord; amb Kita a l'est; amb Toshima al sud i amb Nerima a l'oest.

### Barris
Els barris d'Itabashi són els següents:
- Aioi-chō (相生町)
- Akatsuka (赤塚)
- Akatsuka-shinmachi (赤塚新町)
- Azusawa (小豆沢)
- Izumi-chō (泉町)
- Itabashi (板橋)
- Inari-dai (稲荷台)
- Ōhara-chō (大原町)
- Ōyaguchi (大谷口)
- Ōyaguchikamichō (大谷口上町)
- Ōyaguchi-kita-chō (大谷口北町)
- Ōyama-Kanai-chō (大山金井町)
- Ōyama-higashi-chō (大山東町)
- Ōyama-nishi-chō (大山西町)
- Ōyama-chō (大山町)
- Kaga (加賀)
- Kami-Itabashi (上板橋)
- Kumano-chō (熊野町)
- Komone (小茂根)
- Saiwai-chō (幸町)
- Sakae-chō (栄町)
- Sakashita (坂下)
- Sakuragawa (桜川)
- Shimizu-chō (清水町)
- Shimura (志村)
- Shingashi (新河岸)
- Daimon (大門)
- Takashimadaira (高島平)
- Tōshinchō (東新町)
- Tokiwa-dai (常盤台)
- Tokumaru (徳丸)
- Naka-Itabashi (中板橋)
- Nakajuku (仲宿)
- Nakadai (中台)
- Nakachō (仲町)
- Nakamaru-chō (中丸町)
- Narimasu (成増)
- Nishidai (西台)
- Hasunuma-chō (蓮沼町)
- Hasune (蓮根)
- Hikawa-chō (氷川町)
- Higashi-Sakashita (東坂下)
- Higashiyama-chō (東山町)
- Fujimi-chō (富士見町)
- Futaba-chō (双葉町)
- Funado (舟渡)
- Hon-chō (本町)
- Maeno-chō (前野町)
- Misono (三園)
- Minami-chō (南町)
- Minami-Tokiwa-dai (南常盤台)
- Miyamoto-chō (宮本町)
- Mukaihara (向原)
- Yamato-chō (大和町)
- Yayoi-chō (弥生町)
- Yotsuba (四葉)
- Wakagi (若木)

## Història
Des de, com a poc, el període Nara fins a la fi del període Edo, la zona on actualment es troba el districte especial d'Itabashi va formar part del ja desaparegut districte de Toshima, a l'antiga província de Musashi. Cap al període Heian ja existia a la zona un llogaret anomenat Itabashi pel pont construït per a salvar el riu Shakujii. Durant els temps antics, el Nakasendō passava i feia fonda a Itabashi. A principis del període Edo, el llogaret fou dividit en els pobles de Kami-Itabashi (Itabashi de dalt) i Shimo-Itabashi (Itabashi de baix).
Ja amb la restauració Meiji i la creació de l'actual sistema de municipis, els antics llogarets d'Itabashi es constituïren en els municipis de Kami-Itabashi, Shimura, Akatsuka, Nerima, Kami-Nerima, Naka-Arai, Shakujii i Ōizumi, tots ells dins del recentment creat districte de Kita-Toshima, a l'antiga prefectura de Tòquio. El districte sencer i tots aquests municipis acabarien absorbits per la ja desapareguda ciutat de Tòquio l'1 d'octubre de 1932.
Dins de Tòquio, els antics municipis conformaren el districte urbà d'Itabashi fins l'1 de juliol de 1943, quan la ciutat fou dissolta i el districte urbà passà a tindre consideració d'especial (semblant a un municipi). L'actual estatus de districte especial s'acabà definint el 3 de maig de 1947, amb la nova llei d'autonomia local. L'1 d'agost del mateix any, els antics municipis que formaven part del districte: Nerima, Kami-Nerima, Naka-Arai, Shakujii i Ōizumi es van escindir per tal de crear el districte especial de Nerima.

## Administració

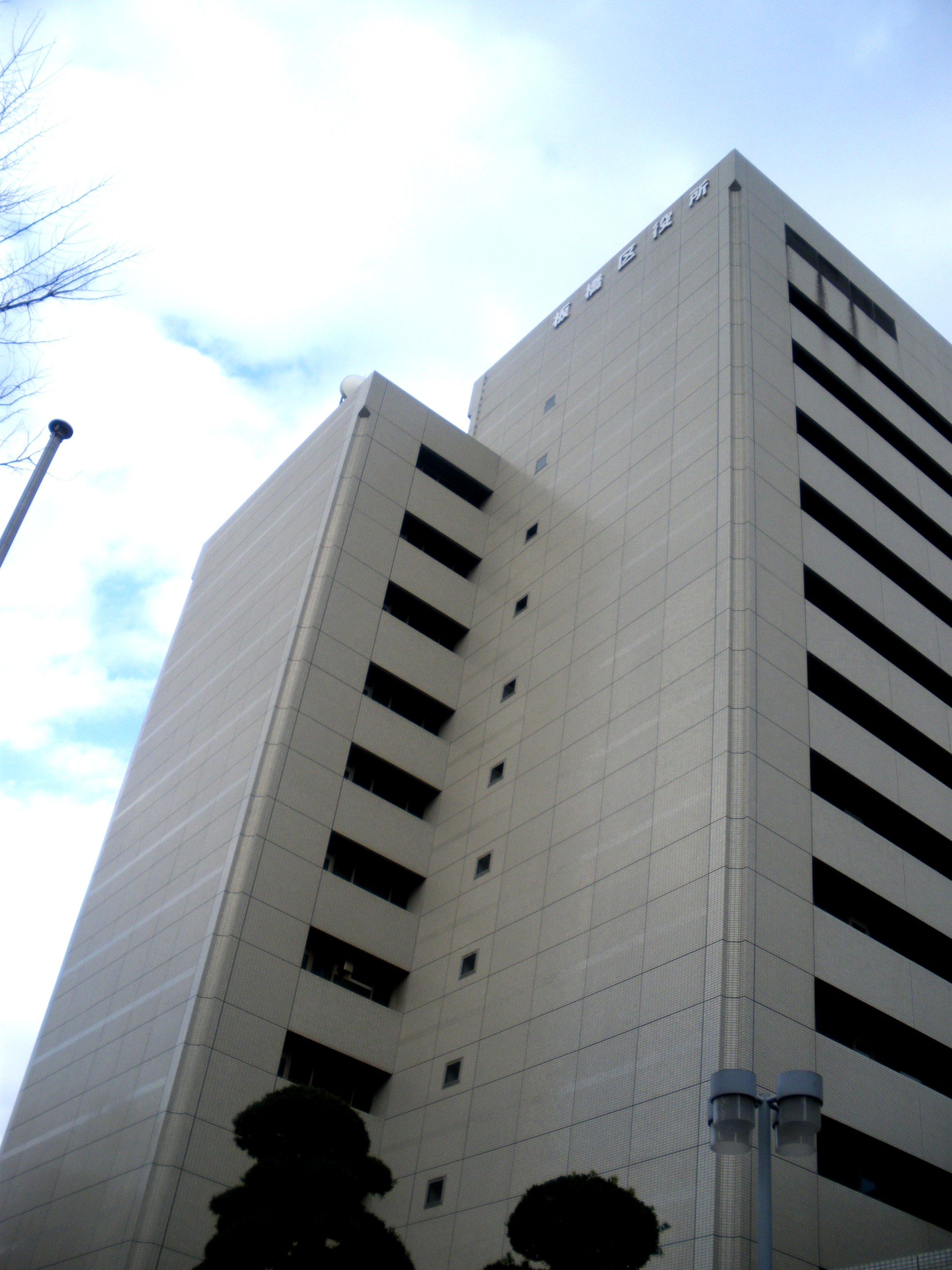
Ajuntament d'Itabashi

### Alcaldes
A continuació es presenta una relació dels alcaldes electes:
- Masanori Ushida (1946-1951)
- Tsunesaburō Shibuya (1951-1955)
- Tetsuo Murata (1955-1963)
- Meisaburō Kabe (1964-1975)
- Keizō Kurihara (1979-1991)
- Teruo Ishizuka (1991-2007)
- Takeshi Sakamoto (2007-present)

### Assemblea
| Assemblea d'Itabashi (2019-2023) | Assemblea d'Itabashi (2019-2023) | Assemblea d'Itabashi (2019-2023) | Assemblea d'Itabashi (2019-2023) |
| PR: Azumao Sakamoto (PLD)        | PR: Azumao Sakamoto (PLD)        | VP: Tomoko Kaibe                 | VP: Tomoko Kaibe                 |
| Grups polítics                   | Grups polítics                   | Grups polítics                   | Regidors                         |
| -------------------------------- | -------------------------------- | -------------------------------- | -------------------------------- |
|                                  | Partit Liberal Democràtic        | PLD                              | 16 / 46                          |
|                                  | Kōmeitō                          | KMT                              | 10 / 46                          |
|                                  | Partit Comunista del Japó        | PCJ                              | 9 / 46                           |
|                                  | Independents                     | Ind                              | 5 / 46                           |
|                                  | Club Demòcrata: PDC (3) PDP (1)  | CD                               | 4 / 46                           |
|                                  | Partit Socialdemòcrata           | PSD                              | 1 / 46                           |
|                                  | Partit Anti NHK                  | NHK                              | 1 / 46                           |

## Demografia
| 1920    | 1930    | 1940    | 1950    | 1960    | 1970    | 1980    |
| ------- | ------- | ------- | ------- | ------- | ------- | ------- |
| n/a     | n/a     | n/a     | 223.003 | 412.605 | 471.777 | 498.266 |
| 1990    | 2000    | 2010    | 2020    | 2030    | 2040    | 2050    |
| 518.943 | 513.575 | 534.564 | 581.337 | -       | -       | -       |

## Transport

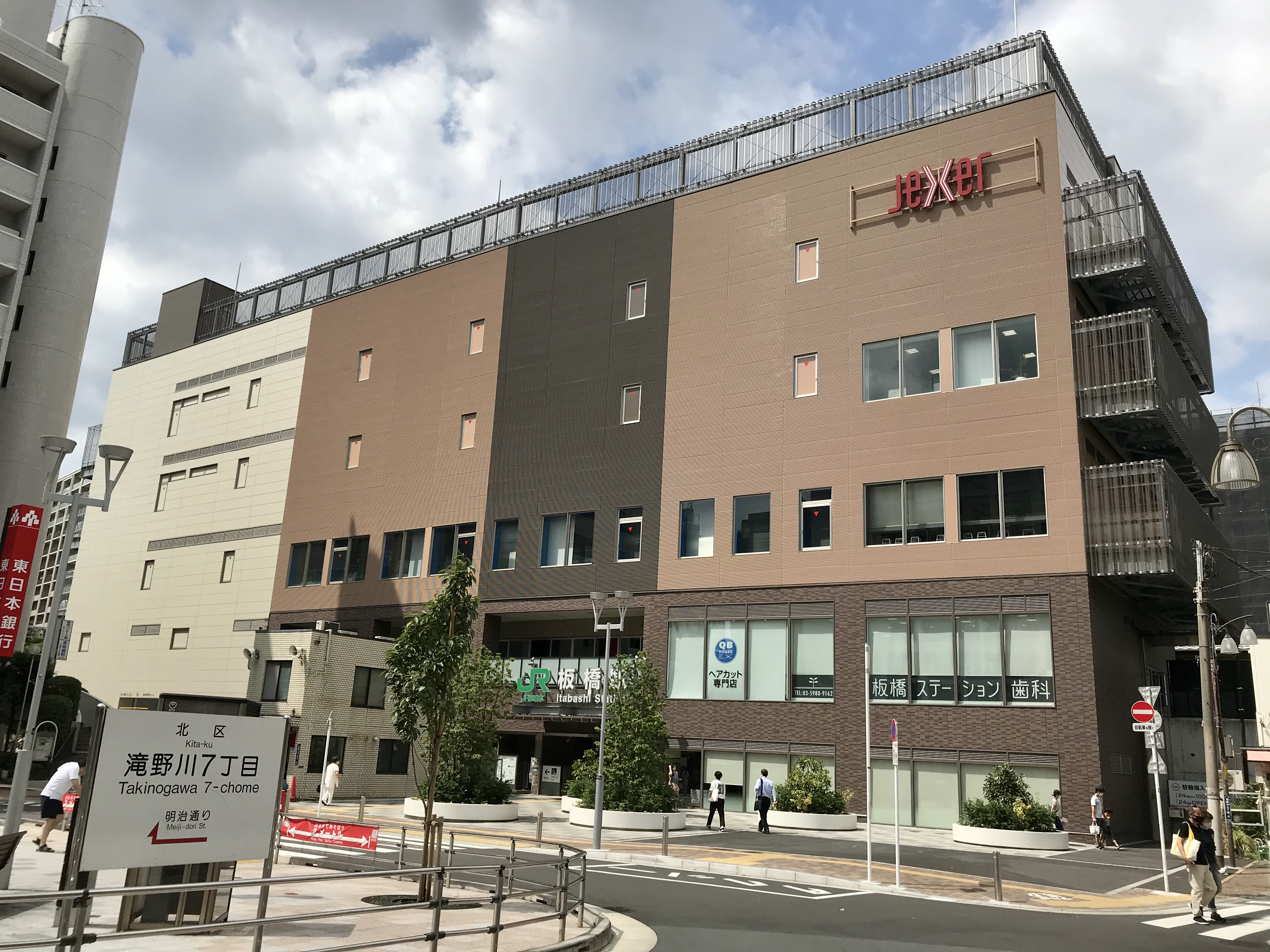
Estació d'Itabashi

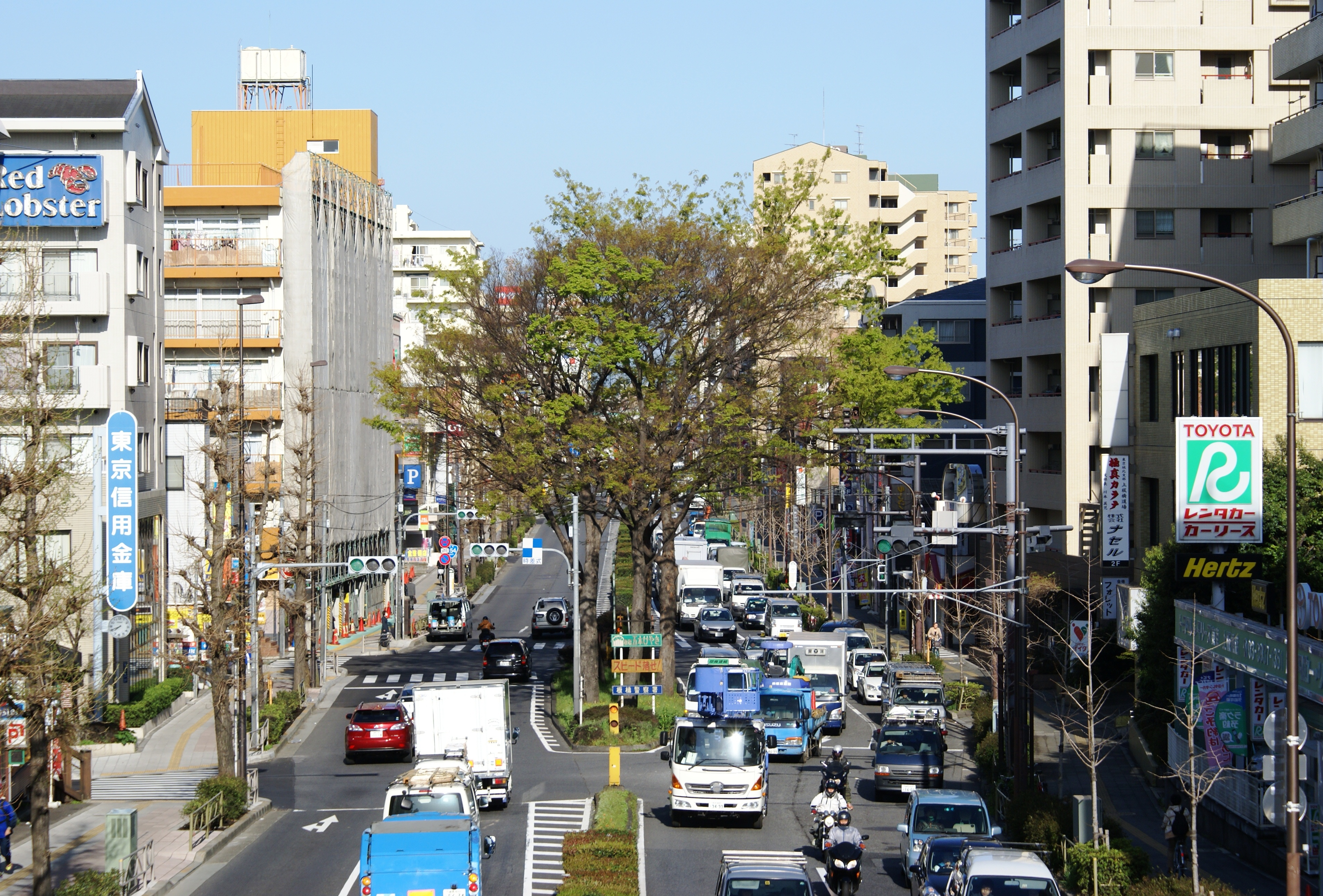
N-254 al seu pas per Itabashi

### Ferrocarril
- Companyia de Ferrocarrils del Japó Oriental (JR East)
  - Itabashi
- Metro Públic de Tòquio (TOEI)
  - Shin-Itabashi - Itabashi kuyakusho mae - Itabashi-Honchō - Moto-Hasunuma - Shimura-sakaue - Shimura-sanchōme - Hasune - Nishidai - Takashimadaira - Shin-Takashimadaira - Nishi-Takashimadaira
- Metro de Tòquio
  - Chikatetsu-Narimasu
- Ferrocarril de Musashi Oriental (Tōbu)
  - Ōyama - Naka-Itabashi - Tokiwadai - Kami-Itabashi - Tōbu-Nerima - Shimo-Akatsuka - Narimasu

### Carretera
- Autopista Metropolitana (Shuto)
- N-17 - N-254
- TK-68 - TK-311 - TK-317 - TK-318 - TK-420 - TK-441 - TK-445 - TK-446 - TK-447

## Agermanaments
- Nikkō, prefectura de Tochigi, Japó. (7 de juny de 1983)
- Burlington, Ontario, Canadà. (1989)
- Estat de Penang, Malàisia. (1994)
- Shijingshan, Pequín, RPX. (1997)
- Bolonya, Emília-Romanya, Itàlia. (2005)
- Kanazawa, prefectura d'Ishikawa, Japó. (9 de juliol de 2008)